# کوسه راسویی راست‌دندان
کوسه راسویی راست‌دندان (نام علمی: Paragaleus tengi) نام یک گونه از تیره کوسه‌های راسویی است.